# Ross Grimsley
Ross Albert Grimsley, Jr. (né le 7 janvier 1950 à Topeka, Kansas, États-Unis) est un ancien lanceur gaucher de baseball.
Il joue dans les Ligues majeures de baseball pour les Reds de Cincinnati de 1971 à 1973, les Orioles de Baltimore de 1974 à 1977, les Expos de Montréal de 1978 à 1980 et les Indians de Cleveland en 1980, avant d'effectuer en 1982 chez les Orioles un bref retour après un an d'absence.
Invité au match des étoiles en 1978, il termine cette année-là au 7e rang du vote pour le trophée Cy Young désignant le meilleur lanceur de l'année dans la Ligue nationale. Il remporte 20 matchs contre 11 défaites et maintient une moyenne de points mérités de 3,05 en 1978 pour Montréal, ce qui en fait le seul lanceur gagnant de 20 victoires en une saison dans l'histoire des Expos.

## Carrière
En 11 saisons dans la MLB, le lanceur gaucher Ross Grimsley dispute 345 matchs, dont 295 comme lanceur partant. Il gagne 124 parties, encaisse 99 défaites, lance 79 matchs complets dont 15 blanchissages, compile 750 retraits sur des prises. Sa moyenne de points mérités en carrière se chiffre à 3,81 en 2 039 manches et un tiers lancées. Son père, aussi nommé Ross Grimsley, est aussi un lanceur professionnel de baseball, également gaucher, qui joue 7 matchs dans les majeures avec les White Sox de Chicago en 1951.
Il fait ses débuts dans le baseball majeur le 16 mai 1971 avec les Reds de Cincinnati. Il commence une partie et ajoute trois présences en relève pour Cincinnati dans la Série mondiale 1972. Désigné lanceur gagnant des 5e et 6e matchs de la finale après une défaite comme lanceur partant de la 2e rencontre, il fait partie du clan perdant puisque les Reds concèdent le titre aux Athletics d'Oakland.
Sa moyenne de points mérités se chiffre à 3,26 en 94 matchs, dont 90 départs, pour Cincinnati au cours de trois saisons, mais sa personnalité cadre mal avec la philosophie des Reds, qui obligent leurs joueurs à garder leurs cheveux courts et à se raser. Le 4 décembre 1973, les Reds échangent Grimsley aux Orioles de Baltimore pour le voltigeur Merv Rettenmund (en) et le joueur de deuxième but Junior Kennedy (en).
Grimsley remporte 18 victoires et présente une très bonne moyenne de points mérités de 3,07 en 295 manches et deux tiers lancées pour Baltimore en 1974. C'est avec les Orioles qu'il devient reconnaissable avec ses cheveux longs et sa moustache. En 1977, Billy Martin, le gérant des Yankees de New York, l'accuse d'appliquer une substance graisseuse sur la balle pour la rendre plus difficile à frapper, et insinue qu'il puise cette substance dans son abondante chevelure. Grimsley est surnommé Scuz (du slang qui se traduit en français par « crasse » ou « saleté ») car, superstitieux, il néglige de se laver lors de bonnes séquences sur le terrain. Un autre de ses surnoms est Crazy Eyes (« yeux fous » en français) car il porte des lentilles de contact turquoises. 
Le 16 septembre 1975, Grimsley est dans l'enclos de relève des Orioles sur les lignes de côté du Fenway Park de Boston lors d'un match de son club contre les Red Sox. Irrité par des hecklers qui le chahutent et l'insultent à partir des tribunes, Grimsley lance une balle de baseball en leur direction. La balle passe par un trou dans le filet protégeant les spectateurs et heurte un homme. Celui-ci, David Manning, poursuit Grimsley, pour voie de fait et négligence. L'accusation de voie de fait est rejetée par un juge et un jury conclut qu'il n'y a pas eu négligence. En 1981, toutefois, une cour d'appel conclut que le juge a fait une erreur dans son jugement pour l'accusation de voie de fait et demande que la cause soit soumise à un jury. Un document attestant un jugement subséquent n'a pas été trouvé dans ce dossier. 
Au cours des années 1970, Grimsley s'impose comme un expert du changement de vitesse et des lancers aux vitesses variables, mais toujours lents et difficiles à frapper,. 
En décembre 1977, il signe un contrat - considéré très lucratif à cette époque, aux premiers jours de l'autonomie des joueurs - d'un million de dollars pour 5 saisons avec les Expos de Montréal. À sa première saison à Montréal, il gagne 20 matchs contre 11 défaites et maintient une moyenne de points mérités de 3,05 en 263 manches lancées. Il honore à la mi-saison sa seule invitation en carrière au match des étoiles et termine au 7e rang du vote pour le trophée Cy Young désignant le meilleur lanceur de l'année dans la Ligue nationale. Grimsley est le seul lanceur gagnant de 20 matchs en une saison dans l'histoire des Expos de Montréal. 
Sa carrière décline cependant rapidement et il est le 11 juillet 1980 échangé des Expos aux Indians de Cleveland pour le joueur de deuxième but Dave Oliver (en). Libéré par Cleveland l'année suivante, il ne joue pas dans les majeures en 1981 et fait un bref retour avec les Orioles de Baltimore en 1982.
Après sa carrière de joueur, Ross Grimsley devient un instructeur des lanceurs respecté employé en ligues mineures par plusieurs franchises de la MLB. Il est ainsi employé par les Mariners de Seattle, les Braves d'Atlanta, les Orioles de Baltimore et les Phillies de Philadelphie avant de rejoindre en 1999 l'organisation des Giants de San Francisco.